# Diastrophosternus bruchi
Diastrophosternus bruchi là một loài bọ cánh cứng trong họ Cerambycidae.